# Cydosia chalybella
Cydosia chalybella là một loài bướm đêm trong họ Erebidae.